# Badminton-Jugendeuropameisterschaft 2011
Die Badminton-Jugendeuropameisterschaft 2011 für Sportler der Altersklasse U17 fand vom 19. bis zum 27. November 2011 in Caldas da Rainha statt.

## Sieger und Platzierte
| Disziplin    | Gold | Silber | Bronze |
| ------------ | --- | --- | --- |
| Herreneinzel | Alex Lane | Rasmus Gemke | Lars Schänzler |
| Herreneinzel | Alex Lane | Rasmus Gemke | Fabian Roth |
| Dameneinzel  | Stefani Stoeva | Julie Finne-Ipsen | Anne Katrine Hansen |
| Dameneinzel  | Stefani Stoeva | Julie Finne-Ipsen | Delphine Lansac |
| Herrendoppel | Victor Svendsen Mads Sørensen | Patrick Bjerregaard Peter Correll | Tanguy Citron Jordan Corvée |
| Herrendoppel | Victor Svendsen Mads Sørensen | Patrick Bjerregaard Peter Correll | Felix Burestedt Daniel Ojäaar |
| Damendoppel  | Olga Morozova Natalia Rogova | Jenny Moore Victoria Williams | Ine Lanckriet Flore Vandenhoucke |
| Damendoppel  | Olga Morozova Natalia Rogova | Jenny Moore Victoria Williams | Julie Davidsen Maiken Sørensen |
| Mixed        | Iikka Heino Mathilda Lindholm | Alexandr Zinchenko Olga Morozova | Marvin Seidel Linda Efler |
| Mixed        | Iikka Heino Mathilda Lindholm | Alexandr Zinchenko Olga Morozova | Johannes Pistorius Jennifer Karnott |
| Teams        | Dänemark Anders Antonsen Mathias Bay-Schmidt Patrick Bjerregaard Peter Correll Mathias Estrup Rasmus Gemke Mikkel Krogh Simon Normann Mads Sørensen Viktor Svendsen Cecilie Bjergen Julie Davidsen Julie Finne-Ipsen Anne Katrine Hansen Sofie Holmboe Dahl Anna Klinke Isabella Nielsen Natalia Rohde Maiken Sørensen Marie-Louise Steffensen | England George Isherwood Alex Lane Ben Lane Sam Parsons Michael Roe Sean Vendy Lynnlette Aung Chloe Birch Natalie Chan-Lam Jessica Hopton Jenny Moore Victoria Williams | Russland Andrey Dolotov Danila Malov Dmitry Ryabov Aleksandr Verner Denis Verner Aleksandr Zinchenko Yana Kalamzina Olga Lipkina Olga Morozova Anastasiy Nesterova Nataliy Rogova |
| Teams        | Dänemark Anders Antonsen Mathias Bay-Schmidt Patrick Bjerregaard Peter Correll Mathias Estrup Rasmus Gemke Mikkel Krogh Simon Normann Mads Sørensen Viktor Svendsen Cecilie Bjergen Julie Davidsen Julie Finne-Ipsen Anne Katrine Hansen Sofie Holmboe Dahl Anna Klinke Isabella Nielsen Natalia Rohde Maiken Sørensen Marie-Louise Steffensen | England George Isherwood Alex Lane Ben Lane Sam Parsons Michael Roe Sean Vendy Lynnlette Aung Chloe Birch Natalie Chan-Lam Jessica Hopton Jenny Moore Victoria Williams | Türkei Y. Ramazan Bay Haktan Dogan M. Ali Kurt Enis Sesalan Ramazan Tekdemir Sinan Zorlu Busra Benk Meral Karakülah Kübra Karatas Aycan Koc Özge Özer Büsra Yalcinkaya            |

## Endstand Mannschaften
- 1.  Dänemark
- 2.  England
- 3.  Türkei
- 3.  Russland
- 5.  Deutschland
- 5.  Frankreich
- 5.  Belgien
- 5.  Slowakei
- 9.  Niederlande
- Bulgarien
- Schweden
- Rumänien
- Spanien
- Polen
- 17.  Finnland
- Portugal
- Schweiz
- Tschechien
- Kroatien
- Litauen
- Slowenien
- 25.  Griechenland
- Lettland
- Estland
- Zypern
- Norwegen
- Island
- Armenien